# Bucculatrix cristatella
Bucculatrix cristatella là một loài bướm đêm thuộc họ Bucculatricidae. Nó được tìm thấy ở hầu hết châu Âu (ngoại trừbán đảo Iberia và bán đảo Balkan).
Sải cánh dài khoảng 7 mm. Con trưởng thành bay từ tháng 5 đến tháng 6 và lần tiếp theo từ tháng 7 đến tháng 8. Có hai lứa trưởng thành một năm.
Ấu trùng ăn các loài Achillea millefolium, Anthemis tinctoria, Chrysanthemum và Leucanthemopsis alpina. Chúng ăn lá nơi chúng làm tổ. 